# Garbniki
Garbniki (deutsch Garbnicken) ist ein Ort in der Woiwodschaft Ermland-Masuren in Polen und gehört zur Landgemeinde Górowo Iławeckie (Landsberg) im Powiat Bartoszycki, bis 1945 zum Kreis Preußisch Eylau in Ostpreußen.

## Geographische Lage
Garbniki liegt im Nordwesten der Woiwodschaft Ermland-Masuren, 16 Kilometer westlich der früheren und heute auf russischem Staatsgebiet gelegenen Kreisstadt Preußisch Eylau (russisch Bagrationowsk) bzw. 28 Kilometer nordwestlich der jetzigen Kreismetropole Bartoszyce (deutsch Bartenstein).

## Geschichte
Vor 1414 wurde das seinerzeitige Garbenithen gegründet und vor 1785 Garbnicken genannt. Es handelte sich um einen kleinen Gutsort, der bis 1945 ein Vorwerk zu Wildenhoff (polnisch Dzikowo Iławeckie) im ostpreußischen Kreis Preußisch Eylau, Regierungsbezirk Königsberg, war. 1910 waren in Garbnicken 103 Einwohner registriert.
Nach Abtretung des gesamten südlichen Ostpreußen 1945 in Kriegsfolge erhielt Garbnicken die polnische Namensform „Garbniki“. In den ersten Nachkriegsjahren noch besiedelt verlor der kleine Ort immer mehr seine Einwohner. Heute besteht er gar aus einer gebäudelosen Fläche. Dennoch gilt er als Teil der Gmina Górowo Iławeckie (Landgemeinde Landsberg) im Powiat Bartoszycki (Kreis Bartenstein), von 1975 bis 1998 der Woiwodschaft Olsztyn, seither der Woiwodschaft Ermland-Masuren zugehörig.

## Religion
Bis 1945 war Garbnicken in Ort im evangelischen Kirchspiel Canditten (polnisch Kandyty) in der Kirchenprovinz Ostpreußen der Kirche der Altpreußischen Union.
Garbniki liegt heute im Einzugsbereich der römisch-katholischen Pfarrei Kandyty im Dekanat Górowo Iławeckie des Erzbistums Ermland.

## Verkehr
Garbniki ist über eine Landwegverbindung von Dzikowo Iławeckie (Wildenhoff) aus zu erreichen. Eine Bahnanbindung besteht nicht.